# 대한민국 형법 제127조
대한민국 형법 제127조는 공무상 비밀의 누설에 대한 형법각칙의 조문이다.

## 조문
제127조(공무상 비밀의 누설) 공무원 또는 공무원이었던 자가 법령에 의한 직무상 비밀을 누설한 때에는 2년 이하의 징역이나 금고 또는 5년 이하의 자격정지에 처한다.

第127條(公務上 秘密의 漏泄) 公務員 또는 公務員이었던 者가 法令에 依한 職務上 秘密을 漏泄한 때에는 2年 以下의 懲役이나 禁錮 또는 5年 以下의 資格停止에 處한다.

## 설명
공무상비밀누설죄(公務上秘密漏泄罪)는 공무원 또는 공무원이었던 자가 법령에 의한 직무상 비밀을 누설하는 죄이다. 2년 이하의 징역이나 금고 또는 5년 이하의 자격정지에 처한다(127조). 공무원은 재직중이나 퇴직 후를 막론하고 직무상의 비밀을 엄수해야 한다(국공 60조, 지공 52조, 교공 43조 등). '법령에 의한 직무상 비밀'이란 법령에 의한 지위 내지 자격에서 직무집행중에 알게 된 비밀로서 법령에 의하여 직무상의 비밀로 할 것이 요구되어 있는 사항에 국한된다.

## 판례

### 법령에 의한 직무상 비밀
반드시 법령에 의하여 또는 인위적으로 비밀로 분류 명시된 사항뿐만 아니라 정치적, 경제적, 군사적, 외교적, 또는 인위적으로 비밀로 분류 명시된 사항뿐만 아니라 정치적, 경제적, 군사적, 외교적, 또는 사회적 필요에 따라 비밀로 된 사항은 물론 정부나 공무소 또는 국민이 객관적 일반적인 입장에서 외부에 알려지지 않는 것에 상당한 이익이 있는 사항을 포함한다

### 공무원의 수사 중 사건 영장 발부자 명단 누설
- 변호사 사무실 직원인 甲이 공무원인 乙에게 부탁을 하여 수사 중인 사건의 체포영장 발부자 명단을 누설받은 경우 甲을 공무상 비밀누설교사죄로 처벌할 수 있다.[2]

### 공무상비밀누설교사죄 부정
변호사 사무실 직원인 피고인 甲이 법원공무원인 피고인 乙에게 부탁하여, 수사 중인 사건의 체포영장 발부자 53명의 명단을 누설받은 사안에서, 피고인 乙이 직무상 비밀을 누설한 행위와 피고인 甲이 이를 누설받은 행위는 대향범 관계에 있으므로 공범에 관한 형법총칙 규정이 적용될 수 없어 피고인 甲의 행위가 공무상비밀누설교사죄에 해당하지 않는다..

## 참고 문헌
- 김재윤, 손동권, 『새로운 형법각론』, 율곡출판사, 2013. ISBN 9788997428342

## 같이 보기
- 프라이버시